# CaixaForum Tarragona
CaixaForum Tarragona es un centro cultural gestionado por la Fundación "la Caixa", que forma parte de una red de centros CaixaForum que se extiende por varios puntos de la geografía española: CaixaForum Madrid, CaixaForum Barcelona, CaixaForum Sevilla, CaixaForum Zaragoza, CaixaForum Palma, CaixaForum Gerona, CaixaForum Lérida, CaixaForum València y CaixaForum Macaya.

## Fundación ”la Caixa”
La Fundación ”la Caixa” ha recuperado edificios de gran interés arquitectónico en las principales ciudades del país para convertirlos en centros de divulgación cultural. Una apuesta por el arte y la cultura como fuente de desarrollo personal y social que aporta a las ciudades un punto de encuentro entre conocimiento, personas y espacios dinámicos para todas las edades. 

## El edificio
CaixaForum Tarragona abrió en 2008 en uno de los edificios más emblemáticos del epicentro de la ciudad, una construcción de estilo neoclásico proyectada en 1950 por el arquitecto Antoni Pujol i Sevil.
CaixaForum se encuentra en uno de los laterales del monumental edificio que antiguamente ocupó la sede de la Caja de Pensiones.
Desde sus inicios, CaixaForum se ha erigido como el estandarte cultural de la Fundación ”la Caixa” y se ha posicionado como uno de los referentes en cuanto a acceso y difusión de la cultura. La decidida apuesta de la institución por la divulgación del conocimiento, la cultura y la ciencia como agentes de mejora social se traduce en un estilo de proyecto reconocible y asimilado por el público.

## Actividades
Anualmente, CaixaForum Tarragona, acoge dos exposiciones de referencia, fruto de grandes acuerdos con instituciones culturales de prestigio internacional.  La programación se articula en tres ejes principales que giran en torno a una pregunta sencilla y transcendente; ¿quiénes somos y cómo nos relacionamos con el mundo que nos rodea?
- Somos pasado. Llevamos en nosotros la huella del tiempo
- Somos siglo XX, una época de cambios que ha superado las barreras entre las artes y las ciencias y ha abierto nuevas perspectivas para la humanidad
- Somos futuro. Innovación, educación, capacidad de creación, sensibilidad medioambiental, revolución tecnológica: una invitación a saber para opinar, experimentar para compartir.

En los últimos años, ha acogido muestras temporales como:
- Sorolla. Apuntes en la arena (2017)
- Génesis. Sebastião Salgado (2018)
- Cine y emociones. Un viaje a la infancia – Cinémathèque Française (2019)
- Pintura Flamenca y holandesa del Museo de Ginebra (2019)
- Faraón. Rey de Egipto – British Museum (2020)
- Arte y mito. Los Dioses del Prado – Museo del Prado (2021)
- Apollo 11. La llegada del hombre a la Luna (2021)
- Pixar. Construyendo personajes – Pixar Animation Studios (2022)

Además, CaixaForum Tarragona, ofrece una amplia programación de actividades de divulgación científica, cultural y artística, para todos los públicos, en formatos variados tales como conferencias, debates, talleres, espectáculos y proyecciones que permiten ser lugar de encuentro para aprender, dialogar, disfrutar y crecer en la cultura.
La programación se puede consultar en la web:
https://caixaforum.org/es/tarragona